# Гидрографическая экспедиция Северного Ледовитого океана (1910—1915)
Гидрографическая экспедиция Северного Ледовитого океана (ГЭСЛО) (1910—1915) была организована с целью разработки и освоения Северного морского пути. Подчинялась главному гидрографическое в управлению морского министерства. В её составе было два ледокольных парохода — «Вайгач» и «Таймыр». С 2 ноября 1910 года до 1913 года экспедицией руководил Иван Семёнович Сергеев, затем до 1915 года — Борис Андреевич Вилькицкий. ГЭСЛО продвигалась северной акваторией с востока на запад. Эта экспедиция выполнила описание северного побережья Восточной Сибири и многих островов, собрала большое количество данных о течениях, ледовой обстановке, климате и магнитных явлениях.
Гидрографическая экспедиция Северного Ледовитого океана в 1913 году открыла Землю Императора Николая II (ныне Северная Земля), что стало последним значительным географическим открытием на земном шаре. План экспедиции был разработан при активном участии А. В. Колчака и Ф. А. Матисена. Штат экспедиции был укомплектован боевыми моряками. Сборы биологических и геологических коллекций осуществляли военные врачи Л. М. Старокадомский (на «Таймыре») и Э. Е. Арнгольд (на «Вайгаче»).

## Список офицеров
Имена офицеров участников экспедиции и сроки их службы:
1. Александров Д. В. 21.04.1914 — 01.10.1915 гг.
2. Анцев Д. Р. 24.03.1914 — 01.10.1915 гг.
3. Арбенев Н. А. 27.02.1912 — 07.04.1913 гг.
4. Арнгольд Э. Е. — военврач на л/п «Вайгач» — 1909—1915 гг.
5. Брусилов Г. Л. — помощник начальника экспедиции — 1909 — 27.02.1912 гг.
6. Вейгелин Г. Е. 1910 г.
7. Вилькицкий Б. А. — начальник экспедиции, командир л/п «Таймыр» — 07.04.1913 — 01.10.1915 гг.
8. Гельшерт Н. А. 1909 — 01.10.1915 гг.
9. Гойнинген-Гюне В. Н. 07.05.1913 — 10.02.1914 гг.
10. Давыдов Б. В. — командир л/п «Таймыр» — 28.08.1910 — 25.03.1913 гг.
11. Евгенов Н. И. — гидрограф — 07.05.1913 — 01.10.1915 гг.
12. Жохов А. Н. 04.04.1912 — 16.02.1915 гг.
13. Ильинский А. Н. 1914—1915 гг.
14. Клодт-Юргенсбург Г. А. 1909 — 27.02.1912 гг.
15. Колчак А. В. — командир л/п «Вайгач» — 1908 — 28.08.1910 гг.
16. Лавров А. М. — гидрограф — 21.03.1909 — 18.03.1913 гг.
17. Ломан К. В. — командир л/п «Вайгач» — 28.08.1910 — 18.03.1913 гг.
18. Макалинский А. А. 1909—1910 гг.
19. Матисен Ф. А. 1908—1909 гг.
20. Минин А. Н. 1909—1912 гг.
21. Неупокоев К. К. — помощник начальника экспедиции — 14.02.1911 — 01.10.1915 гг.
22. Никольский А. Г. 07.05.1913 — 01.10.1915 гг.
23. Нилендер В. В. 1909 — 21.04.1914 гг.
24. Новопашенный П. А. — командир л/п «Вайгач» — 18.03.1913 — 01.10.1915 гг.
25. Нольде Б. А. 1909 — 12.03.1912 гг.
26. Петерсен Э. Э. 1912—1914 гг.
27. Пилкин А. К. 1909—1910 гг.
28. Сахаров Л. В. — помощник начальника экспедиции — 14.02.1911 — 07.05.1913 гг.
29. Сергеев И. С. — начальник экспедиции до 1913, общий срок службы — 02.11.1910 — 1915 гг.
30. Старокадомский Л. М. — военврач на л/п «Таймыр» — 1909—1915 гг.
31. Транзе Н. А. 27.02.1912 — 01.10.1915 гг.
32. Фирфаров А. Г. 1913—1915 гг.